# نظریه آمار (کتاب)
نظریه آمار کتابی از برناردو لیندگرن با ترجمهٔ ابوالقاسم بزرگ‌نیا است که در سال ۱۳۶۷ منتشر و در مراسم کتاب سال جمهوری اسلامی ایران به‌عنوان کتاب برگزیده معرفی شد.